# جين أدير
جين أدير (13 يونيو 1873 - 11 مايو 1953) ممثلة كندية .
ولدت فايلوت مسناوجهتون في هاميلتون بكندا عملت على خشبة المسرح في بداية حياتها كما شاركت في عدة أفلام سينمائية ،من أهم أعمالها السينمائية فيلم الزرنيخ والرباط القديم عام 1944 .
توفيت جين أدير بتاريخ 11 مايو 1953 في نيويورك،الولايات المتحدة وعمرها يناهز 79 سنة.

## وصلات خارجية
- جين أدير على موقع IMDb (الإنجليزية)
- جين أدير على موقع ألو سيني (الفرنسية)
- جين أدير على موقع أول موفي (الإنجليزية)
- جين أدير على موقع قاعدة بيانات برودواي على الإنترنت (الإنجليزية)
- جين أدير على موقع قاعدة بيانات برودواي على الإنترنت (الإنجليزية)
- جين أدير على موقع قاعدة بيانات الأفلام السويدية (السويدية)
- جين أدير على موقع قاعدة بيانات الفيلم (الإنجليزية)
- جين أدير على موقع كينوبويسك (الروسية)